# CCR NovaDutra
A Concessionária da Rodovia Presidente Dutra S.A., posteriormente conhecida como CCR NovaDutra, foi uma concessionária de rodovias brasileira do Grupo CCR fundada no dia 2 de outubro de 1995 responsável pela gestão dos 402 quilômetros da Rodovia Presidente Dutra, um trecho da BR-116 compreendido entre Rio de Janeiro e São Paulo.
A concessionária assinou o contrato de concessão que tinha vigência de 25 anos com o extinto DNER em 31 de outubro de 1995, e em 1° de março de 1996, assumiu a responsabilidade pela administração, manutenção, recuperação e outras melhorias na BR-116 (RJ-SP).
A concessão da CCR NovaDutra sob a Via Dutra se encerrou de forma definitiva no dia 28 de fevereiro de 2022 após a prorrogação por meio do 13° Termo Aditivo, com a CCR RioSP, vencedora da licitação para a concessão do sistema rodoviário Rio de Janeiro e São Paulo, assumindo a concessão em 1° de março.

## Histórico

### Processo de licitação
O edital para a concessão da Rodovia Presidente Dutra foi realizado em 3 fases, com a terceira e última fase tendo previsão de início para maio de 1995. O processo foi adiado para junho em razão de uma liminar obtida na Justiça pela construtora Tallavassos - a qual alegou que não teve tempo suficiente para elaborar uma planilha de custos sobre a tarifa do pedágio.
No dia 8 de junho, o consórcio formado pelas empresas Camargo Corrêa e Andrade Gutierrez venceu a concorrência para a privatização de serviços na Via Dutra, isto é, o Governo Federal autoriza a exploração de pedágios pela iniciativa privada, e em retorno, a empresa realiza a recuperação do pavimento e intervenções visando a modernização da estrada concedida.
Em 2 de outubro de 1995, o consórcio das empresas Camargo Corrêa e Andrade Gutierrez foi constituída e formalizada como NovaDutra - a qual seu propósito seria administrar a Rodovia Presidente Dutra por um período de 25 anos - marcando o preâmbulo para a manutenção da rodovia pela iniciativa privada.
A NovaDutra assinou o contrato de concessão no dia 31 de outubro de 1995. O contrato, denominado Contrato de Concessão N° PG-137/95-00, autorizou a concessão da Via Dutra por parte do consórcio, realizando serviços de recuperação, manutenção, conservação, monitoração e melhoramento da rodovia.

### Início e durante a concessão

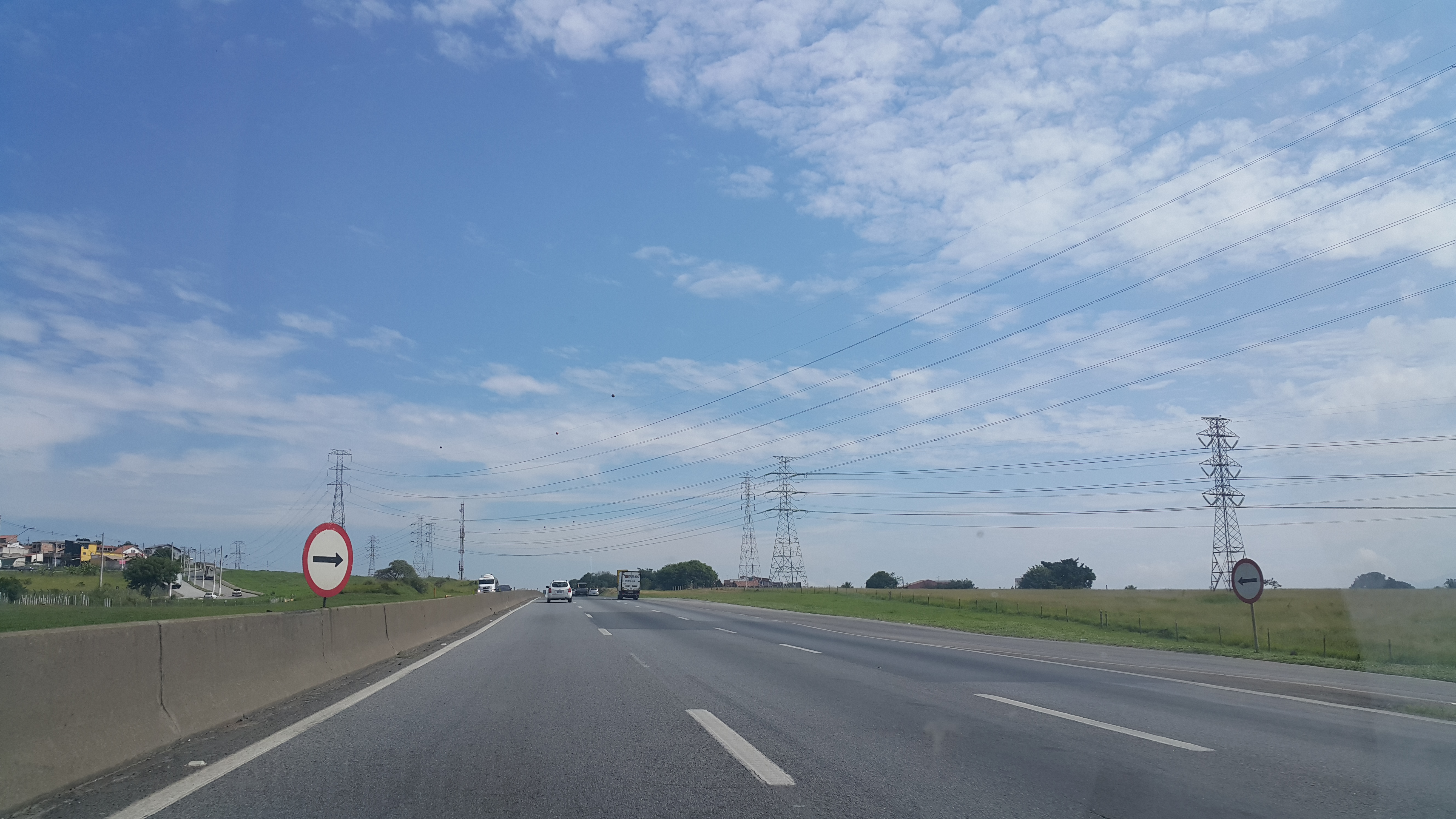
Trecho da Via Dutra, no município de Taubaté

A concessionária NovaDutra oficialmente assumiu a Via Dutra em 1° de março de 1996, marcando o início da concessão privada nas rodovias federais. A concessão foi iniciada com a execução da recuperação da via, com a substituição de defensas, limpeza no canteiro central, nos bueiros e nos acostamentos, e a restauração das passarelas, com as intervenções sendo realizadas à noite, com o objetivo de reduzir congestionamentos na via.
Em 1° de agosto de 1996, a concessionária iniciou as operações referentes à cobrança de tarifas de pedágio, os quais eram cobrados na ida e na volta. As quatro praças de pedágio que iniciaram suas operações estavam localizadas em:
1. Guararema, nas proximidades do bairro Parateí, no km 180;
2. Pindamonhangaba, nas proximidades do distrito Moreira César, no km 88;
3. Itatiaia, no km 318;
4. Seropédica, nas proximidades de Viúva Graça, no km 207[16]

Em 1999, as empresas Soares Penido, Andrade Gutierrez e Camargo Corrêa formaram o Grupo CCR, com o objetivo de consolidar as concessões rodoviárias que detinham. A NovaDutra, junto com as concessionárias ViaLagos, RodoNorte, AutoBAn e Ponte, foram as primeiras cinco empresas a serem incorporadas a holding.

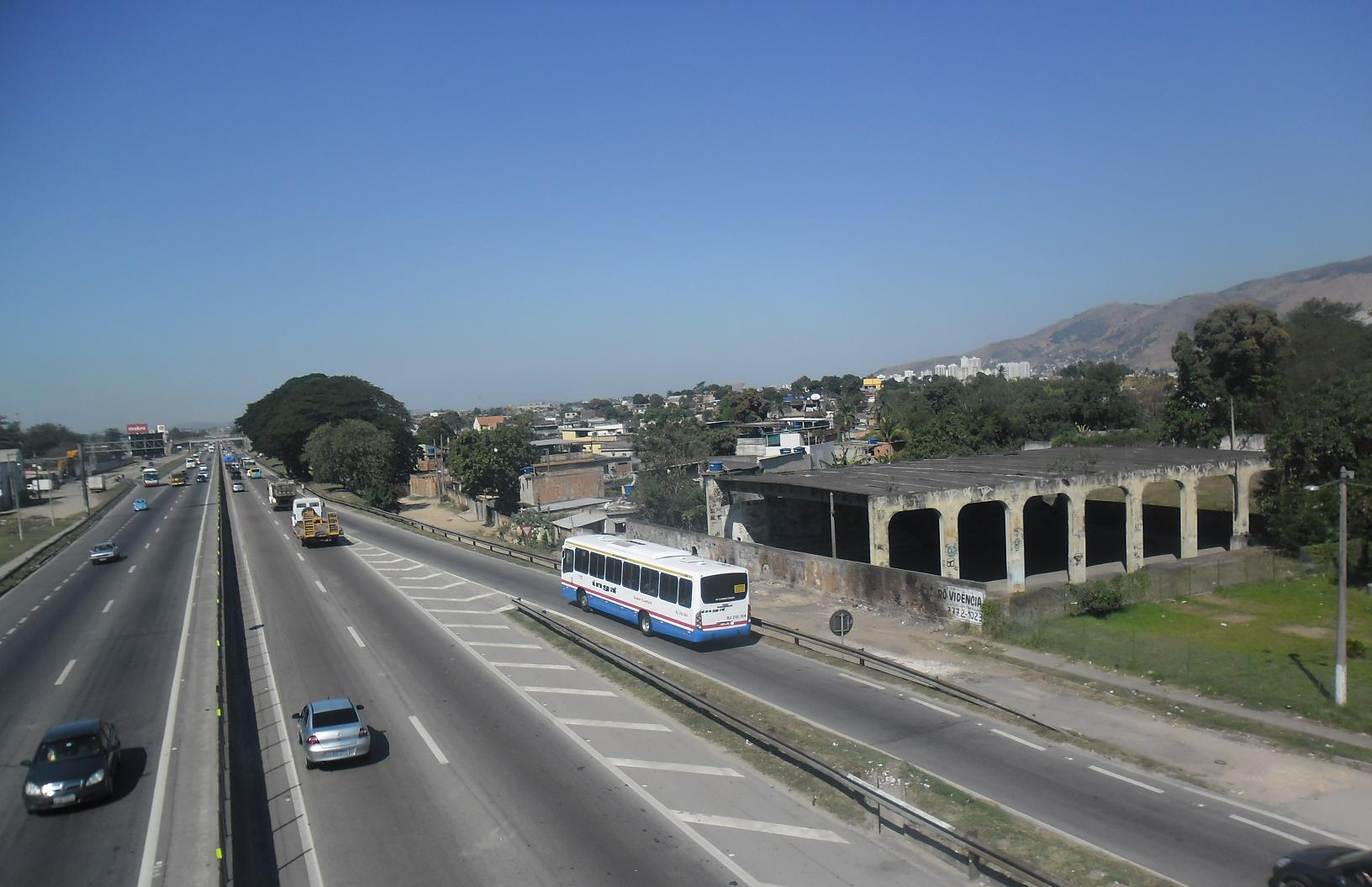
Trecho urbano da Via Dutra em Nova Iguaçu

Ao longo da concessão, a CCR NovaDutra foi assinando Termos Aditivos que modificavam determinada cláusula contratual, ou prorrogavam o período de concessão da empresa, com ao todo, tendo 14 TAMs. No dia 25 de fevereiro de 2021, a CCR assinou o 13° Termo Aditivo, cujo motivo foi a impossibilidade de concluir o processo de licitação em tempo hábil para a transição de concessionárias.
A CCR NovaDutra encerrou sua concessão de forma definitiva no dia 28 de fevereiro de 2022, após o fim da prorrogação do contrato por meio do 13° Termo Aditivo, com a CCR RioSP - a Concessionária do Sistema Rodoviário Rio-São Paulo S.A - assumindo oficialmente a concessão de 352 km da Via Dutra em 1° de março.

## Prorrogação Contratual e Excedente Tarifário

### Prorrogação Contratual
De acordo com o Contrato de Concessão N° PG-137/95-00, a concessão da CCR NovaDutra se encerraria em 28 de fevereiro de 2021, portanto, o leilão para a nova concessão da BR-116/RJ/SP foi adiada em razão de inexistência de tempo hábil para a finalização da nova licitação, segundo a declaração do Grupo CCR.
Em 23 de fevereiro de 2021, a Agência Nacional de Transportes Terrestres aprovou o termo aditivo contratual que estenderia a concessão da BR-116/RJ/SP com a CCR NovaDutra por um período de 12 meses com fundamento no artigo 32 da Lei nº 13.448/2017, que articula o seguinte:
Nos casos em que houver estudo ou licitação em andamento para substituição de contrato em vigor e não haja tempo hábil para que o vencedor do certame assuma o objeto do contrato, o órgão ou a entidade competente fica autorizado a estender o prazo do contrato, justificadamente, por até 24 (vinte e quatro) meses, a fim de que não haja descontinuidade na prestação do serviço.
Diante do adiamento do leilão da nova concessão e a necessidade de continuidade da prestação de serviços na Via Dutra até a realização da licitação, a ANTT e o Governo Federal concluíram de forma favorável a extensão do prazo contratual da concessão da CCR NovaDutra.

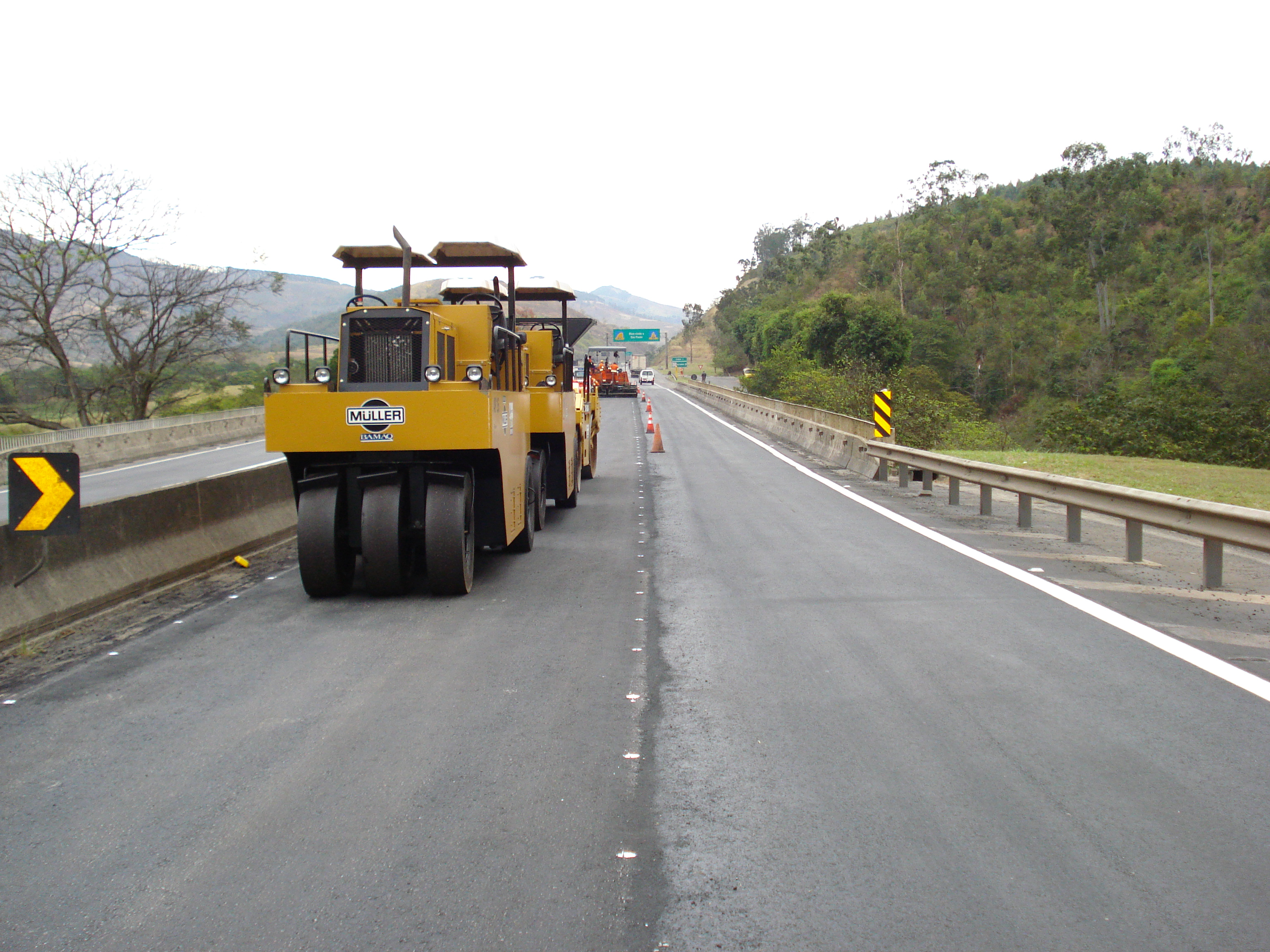
Trecho da Via Dutra em obras, no município de Resende

No dia 25 de fevereiro de 2021, por meio do canal Relações com Investidores, a CCR emitiu uma nota avisando aos investidores a assinatura do 13° Termo Aditivo, cujo objetivo foi a prorrogação da concessão da Via Dutra até a realização de um novo processo licitatório. A prorrogação previa serviços de manutenção, conservação e recuperação da estrada, sem novos investimentos visando mudanças na infraestrutura.

### Excedente Tarifário
O Ministério dos Transportes aprovou como diretriz de política pública o uso do excedente tarifário que foi arrecadado durante o fim do período de concessão da CCR NovaDutra e o início da concessão da CCR RioSP. O motivo para a utilização do recurso foi evitar reduções ou aumentos bruscos nas tarifas de pedágio quando a nova concessionária assumisse a concessão.
Em 25 de fevereiro de 2022, foi assinado o 14° Termo Aditivo, referente à transferência parcial do saldo do excedente tarifário para o Contrato de Concessão da CCR RioSP, visando a aplicação nas tarifas de pedágio em favor dos usuários da Via Dutra. A CCR RioSP assinou o 1° Termo Aditivo, prevendo a promoção do princípio da modicidade tarifária, mediante ao emprego dos recursos provenientes da arrecadação de receitas do excedente tarifário da NovaDutra.

## Obras realizadas durante a concessão

### Rio de Janeiro

#### São João do Meriti - Belford Roxo - Nova Iguaçu

##### Implantação de vias marginais

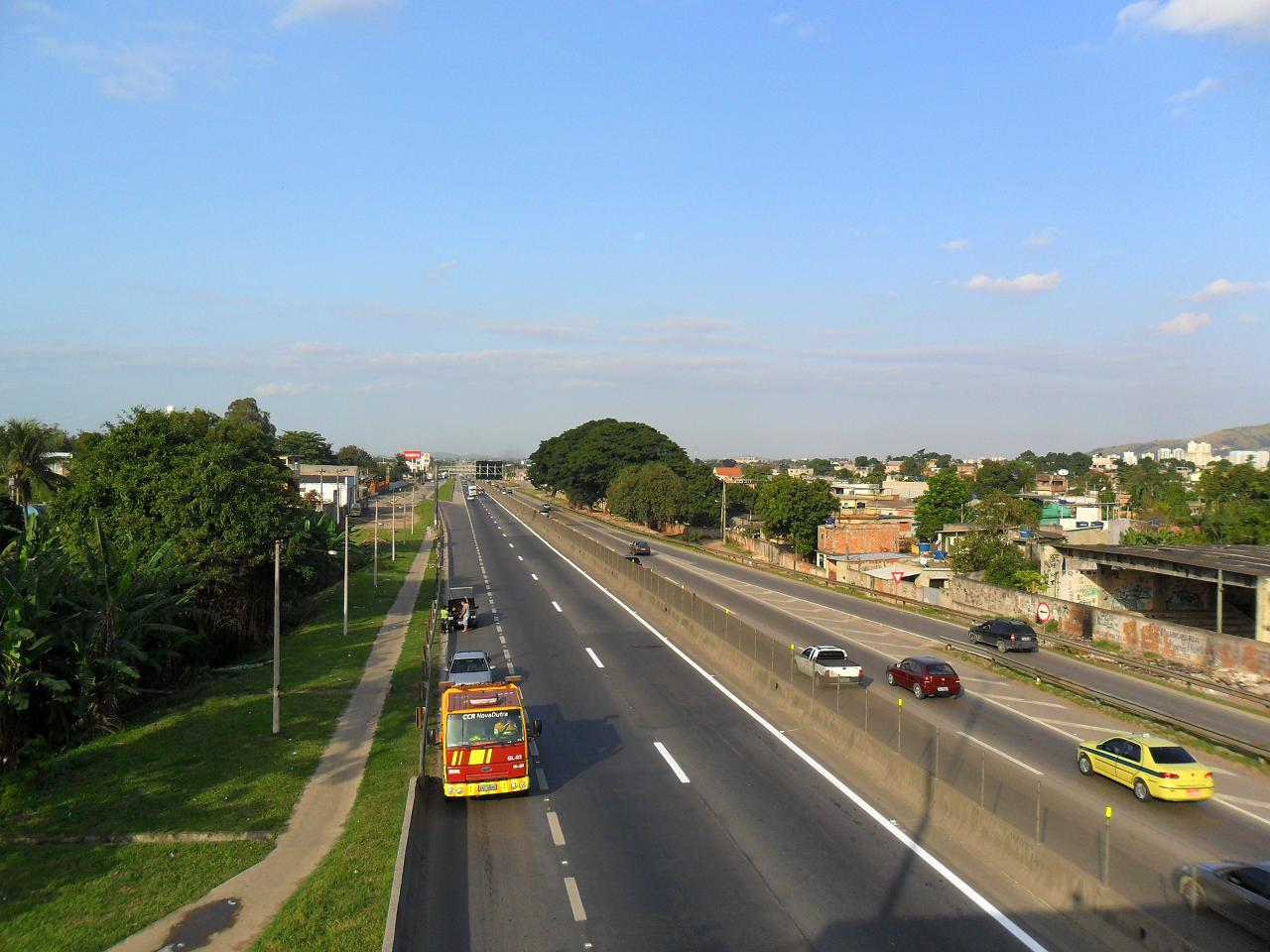
Trecho da Via Dutra, entre Cerâmica e Comendador Soares

Em 16 de agosto de 2010, a CCR NovaDutra iniciou a implantação de 7,8 km de vias marginais, sendo 5,6 km entre São João do Meriti e Nova Iguaçu, e os outros 2,2 km entre Belford Roxo e Nova Iguaçu, com orçamento de R$ 123 milhões. A implantação previa a construção de vias marginais com 2 faixas de rolamento e acostamento, visando desafogar o trânsito e evitar congestionamentos, sobretudo em horários de pico.
As obras estavam com previsão de entrega para maio de 2012, portanto, a concessionária alegou que houve um adiamento para o segundo semestre por conta das chuvas em 2011 e desapropriações nas margens da rodovia, o que teria prejudicado o andamento das obras. A ANTT relatou que o cronograma inicial precisou de reajustes devido as dificuldades com o processo de desapropriações, portanto, cerca de 40% das obras foram realizadas ao longo de 2011.
Em 2013, as obras de implantação das vias marginais foram concluídas, com o investimento de ao todo R$ 136 milhões, que junto das vias marginais, contaram com a construção de 3 novos viadutos, 3 pontes, e 21 km de muros separando as pistas da faixa central. Usuários relataram que, ao usarem a Via Dutra para a viagem de carnaval, se depararam com a fluidez do trânsito na região, com a situação se repetindo nos dias da semana.

#### Barra Mansa

##### Modernização do viaduto de acesso ao bairro Monte Cristo
Em 18 de janeiro de 2015, a CCR NovaDutra interditou o viaduto de acesso ao bairro Monte Cristo, localizado no km 270+500m da Via Dutra, visando atender os moradores de bairros do município, junto dos usuários que utilizam o viaduto como uma rota alternativa para seguir viagem com destino à Angra dos Reis e Paraty.
No dia 12 de novembro de 2015, o diretor-geral da ANTT, Jorge Bastos, junto da concessionária CCR NovaDutra, inaugurou o novo viaduto Monte Cristo, que recebeu um investimento de R$ 7,2 milhões, contando com duas faixas de rolamento e passagem para pedestres. Segundo Jorge Bastos, a nova estrutura atenderia as demandas da região e que iria conectar com a Região Oceânica.

### São Paulo

#### Cachoeira Paulista

##### Implantação de trevo de acesso
Em setembro de 2010, a CCR NovaDutra iniciou as obras de implantação de um trevo de acesso para o munícipio de Cachoeira Paulista, localizado no km 38. Com investimento de R$ 8,6 milhões, a obra contava com alças de acesso e rotatórias em ambos sentidos, junto de dois viadutos no nível da rodovia, visando proporcionar melhor fluidez no tráfego nas ruas centrais. Em 23 de novembro de 2011, o novo trevo de acesso ao município foi entregue.

#### São José dos Campos

##### Implantação de pistas marginais

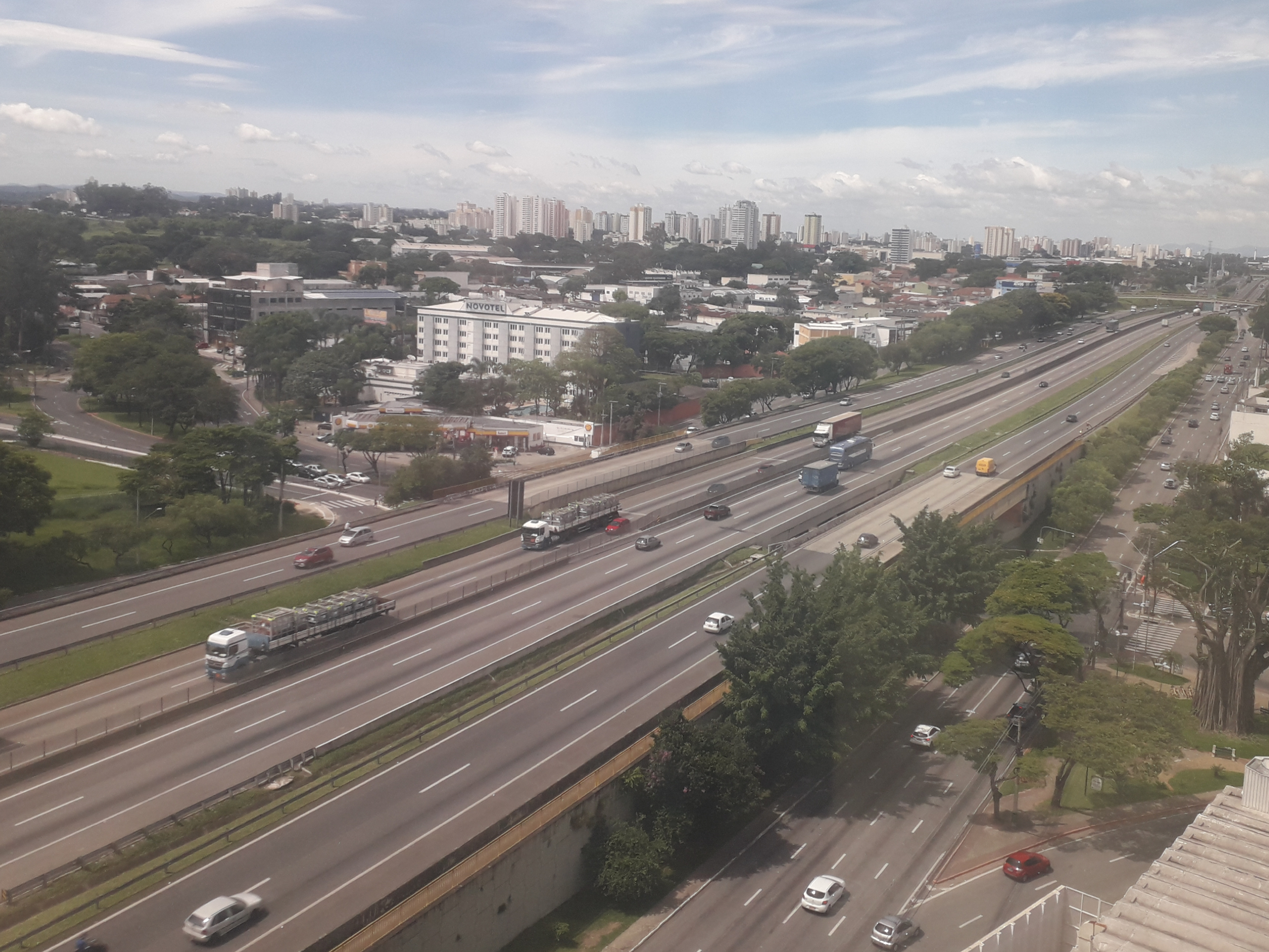
Perímetro Urbano de São José dos Campos

Em janeiro de 2013, foram iniciadas as obras de implantação de 3 km de pistas marginais em São José dos Campos, entre os kms 151 e 154, no sentido São Paulo. Era prevista a construção de vias marginais de 11 metros de largura, contando com 2 faixas de rolamento e acostamento, permitindo uma maior capacidade de absorção do tráfego.
No dia 17 de dezembro de 2013, as obras de implantação das pistas marginais foram entregues pela CCR NovaDutra e ANTT, contando com um investimento de R$ 36 milhões. Com a entrega, o trecho de São José dos Campos contou com 10,6 quilômetros de vias marginais, sendo 7,3 no sentido São Paulo, e 3,3 no sentido Rio de Janeiro.

#### Guarulhos

##### Implantação de pistas marginais
Em dezembro de 2013, foram iniciadas as intervenções para a implantação de pistas marginais entre os kms 211+600 e 216 no sentido São Paulo, com o objetivo de proporcionar mais fluidez ao tráfego da região, que recebia 160 mil veículos em ambos os sentidos. O orçamento para a implantação das vias marginais foi de R$ 86,6 milhões, prevendo a construção de três faixas de rolamento, acostamento, faixas de aceleração, acessos aos bairros e empresas instaladas à beira da rodovia, junto de trechos de pistas locais.
No dia 25 de setembro de 2015, o diretor-presidente da CCR NovaDutra, Ascendino Gomes, junto com o diretor-geral da ANTT, Jorge Bastos; o prefeito de Guarulhos, Sebastião Almeida; o ministro dos Transportes, Antonio Carlos Rodrigues; e outros parlamentares participaram da cerimônia de abertura da nova via marginal. Segundo o ministro, a obra é mais um fruto da parceria entre o governo e a iniciativa privada, que teve se aprimorando ao longo do tempo para garantir mais segurança e conforto aos usuários.

##### Implantação do novo trevo Jacu Pêssego

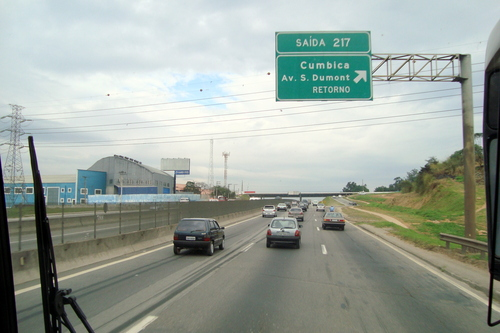
Trecho da Via Dutra, no município de Guarulhos

No dia 4 de dezembro de 2017, a CCR NovaDutra iniciou a implantação do novo trevo Jacu Pêssego (fase II), localizado no km 213+300m, prevendo a construção de quatro viadutos, sendo dois na pista expressa, um no sentido São Paulo, 3 no sentido Rio de Janeiro, sendo esses na pista expressa, via marginal e via local. A obra contemplava os serviços que seriam realizados pela prefeitura municipal de Guarulhos, possibilitando o prolongamento da Avenida Jacu Pêssego e a ligação com a rodovia.
Em 7 de dezembro de 2018, foi entregue o novo trevo Jacu Pêssego, antes prevista para entrega em maio de 2019, e portanto, teve um adiantamento de 6 meses. O investimento foi de R$ 20 milhões, contando com a utilização de 5 mil m³ de concreto, mais de 425 toneladas de aço, 5 mil m² de forma (estrutura de madeira), escavação de 5 mil m³ de solo e aplicação de 1,5 mil toneladas de asfalto.

## CCR FM 107.5

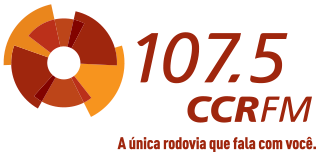
Logo da CCR FM 107.5, com o slogan "A única rodovia que fala com você

Em 3 de setembro de 2013, a CCR NovaDutra, com autorização da Agência Nacional de Telecomunicações, inaugurou a CCR FM 107.5, uma estação de rádio - sediada em Santa Isabel - que operava por 24 horas ao dia voltada para os usuários da Rodovia Presidente Dutra, focada em notícias gerais, boletins de tráfego (obras ou congestionamentos), dicas de direção defensiva e informações sobre cidades abrangidas.
Com investimento de R$ 6 milhões e 20 profissionais operando diretamente na emissora - entre jornalistas, radialistas e técnicos - a CCR FM 107.5 foi considerada a primeira estação de rádio sincronizada a um satélite voltada a uma rodovia, utilizando a mesma frequência nos estados de São Paulo e Rio de Janeiro - no caso, 107,5 MHz - sendo exclusiva somente aos 402 km da Via Dutra.
De acordo com a Pesquisa de Imagem e Satisfação 2014, realizada pelo Instituto Datafolha, a CCR FM 107.5 demonstrou ser uma ferramenta positiva de prestação de serviço para os usuários da rodovia, com 76% dos caminhoneiros e 53% dos motoristas tendo marcado que ouviram a rádio, com a aprovação de 88%. Os dados da pesquisa foram apurados durante os meses de abril e maio, com a participação de 418 usuários, tendo uma margem de erro de 5%.

## Cidades abrangidas
O percurso do trecho sob concessão compreendia 36 municípios, destes, 16 estavam localizados no estado do Rio de Janeiro e 20 no Estado de São Paulo. Eram eles:
| No estado de São Paulo - São Paulo - Guarulhos - Arujá - Santa Isabel - Guararema - Jacareí - São José dos Campos - Caçapava - Taubaté - Pindamonhangaba - Roseira - Aparecida - Guaratinguetá - Lorena - Canas - Cachoeira Paulista - Silveiras - Cruzeiro - Lavrinhas - Queluz | No estado de Rio de Janeiro - Resende - Itatiaia - Porto Real - Barra Mansa - Volta Redonda - Pinheiral - Piraí - Paracambi - Itaguaí - Seropédica - Queimados - Nova Iguaçu - Mesquita - Belford Roxo - São João de Meriti - Rio de Janeiro |

## Praças de pedágio e tarifas
Durante a concessão, a CCR NovaDutra teve 6 praças de pedágio. Elas estavam situadas nos seguintes pontos:
| Pedágio | km  | UF | Localidade/Município            | Sentido        | Geocoordenadas              |
| ------- | --- | -- | ------------------------------- | -------------- | --------------------------- |
| 1       | 207 | RJ | Viúva Graça (Seropédica)        | Bidirecional   | 22°42'58.71"S 43°43'00.41"W |
| Bloq.1A | 206 | RJ | Viúva Graça (Seropédica)        | BR-116         | 22°42'54.66"S 43°43'48.93"W |
| Bloq.1B | 206 | RJ | Viúva Graça (Seropédica)        | BR-465         | 22°42'54.34"S 43°43'52.83"W |
| 2       | 318 | RJ | Itatiaia                        | Bidirecional   | 22°29'41.67"S 44°34'10.48"W |
| 3       | 80  | SP | Moreira César (Pindamonhangaba) | Bidirecional   | 22°55'49.31"S 45°21'38.56"W |
| 4       | 165 | SP | Jacareí                         | Bidirecional   | 23°17'47.84"S 46°00'27.97"W |
| Bloq.4A | 165 | SP | Jacareí                         | BR-116, SP-065 | 23°18'07.32"S 46°01'32.72"W |
| Bloq.4B | 207 | SP | Jacareí                         | Jacareí        | 23°18'08.48"S 46°01'30.98"W |
| 5A      | 180 | SP | Guararema                       | São Paulo      | 23°20'20.76"S 46°09'00.76"W |
| 5B      | 182 | SP | Guararema                       | Rio de Janeiro | n.d.                        |
| 6       | 204 | SP | Arujá                           | Bidirecional   | 23°24'47.52"S 46°21'39.51"W |

Os valores das tarifas eram:
- Automóvel, caminhonete, furgão (2 eixos e rodagem simples): R$ 3,50 (Arujá e Guararema), R$ 6,20 (Jacareí) e R$ 14,20 (Pindamonhangaba, Itatiaia e Seropédica)
- Caminhão leve, ônibus, caminhão trator e furgão (por eixo): R$ 3,40 (Arujá e Guararema), R$ 6,20 (Jacareí) e R$ 14,20 (Pindamonhangaba, Itatiaia e Seropédica)
- Motocicleta, motoneta e bicicleta a motor: R$ 1,75 (Arujá e Guararema), R$ 3,15 (Jacareí) e R$ 7,10 (Pindamonhangaba, Itatiaia e Seropédica)

*Tarifas atualizadas em 01 de janeiro de 2022.

## Controvérsias

### Obras arquivadas

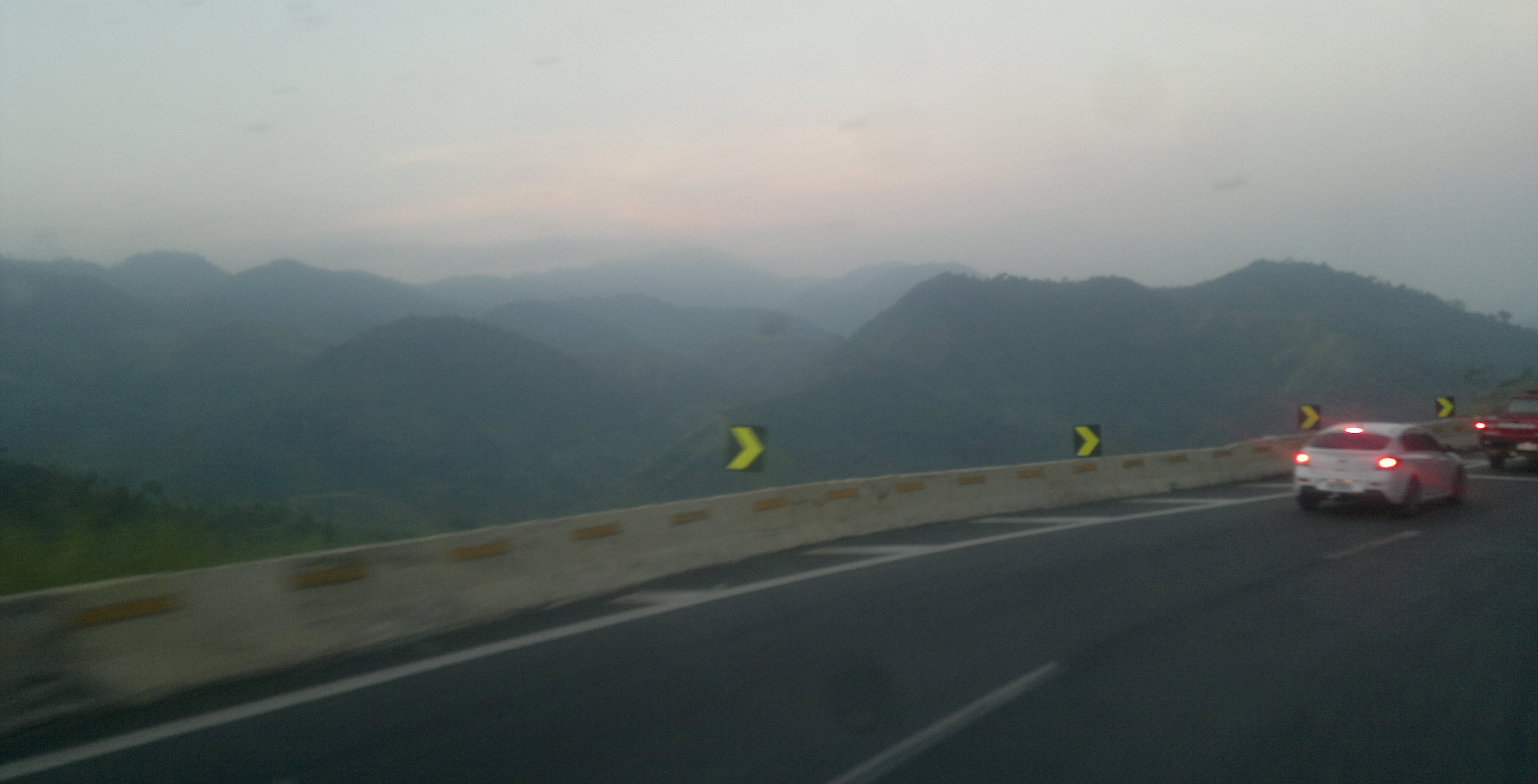
Trecho da Via Dutra, na Serra das Araras

No final de 2016, a ANTT arquivou um projeto que analisava criar um termo aditivo à concessão da CCR NovaDutra para que a concessionária pudesse realizar intervenções, as quais não havia mais recursos previstos no contrato. Entre as intervenções, estavam a nova subida da Serra das Araras e a construção de novas pistas marginais nos municípios de Guarulhos, São José dos Campos e Nova Iguaçu, com um investimento estimado de R$ 2 bilhões.
O governo realizou audiências públicas nas cidades, visando compensar os investimentos que a CCR NovaDutra desembolsaria com as intervenções, propondo a prorrogação do período de concessão da CCR NovaDutra para 7 anos e 9 meses, com um adicional de R$ 7 nas tarifas das 6 praças de pedágio da concessionária, as quais eram R$ 13,80.
A prorrogação do período de concessão e reajustes nas tarifas de pedágio são autorizados para a realização de obras não previstas, portanto, no contrato de concessão da CCR NovaDutra, não era previsto a renovação do período de concessão por mais 25 anos. A possibilidade de um termo aditivo que prorrogasse a concessão da concessionária foi interpretada como uma possível renovação da concessão de forma mascarada.

### Pedágio
No dia 20 de dezembro de 2019, a ANTT publicou no Diário Oficial da União a Deliberação nº 1.093/2019. que previa a redução nas tarifas das praças de pedágio da Via Dutra, com a data prevista para 23 de dezembro. No entanto, a CCR NovaDutra informou que obteve uma liminar, a qual suspendeu reduções nas tarifas e a Justiça Federal do Distrito Federal proferiu a decisão de manutenção das tarifas.
De acordo com a ANTT, os fatores como a redução do valor da manutenção do Pavimento e a redução do valor de elaboração de projeto executivo relativo à obra de implantação do acesso Manuel Alonso foram usados como base para a redução das tarifas do pedágio, junto da consideração de eventos como isenção aos veículos de Resende na praça de Itatiaia e alterações no cronograma do Programa de Exploração da Rodovia.